# エムシーエム
株式会社エムシーエム（MCM）は、インセントの系列会社として2007年4月に設立したプロダクション。主に女性モデルがメインだが、フリーアナウンサー、も所属している。

## 会社概要
- 社名：株式会社エムシーエム
- 設立：2007年4月
- 所在地：〒107-0062 東京都港区南青山5-4-35 たつむら青山ビル1009

## 主な所属者
- 雪野智世（元テレビ朝日アナウンサー）
- 野沢和香
- 山田みお
- 陽乃
- 島田佳代子

## グループ会社
- インセント
- イデア
- イリューム